# Sauropodomorpher
Sauropodomorpha var en grupp långhalsade växtätande saurischiska dinosaurier som slutligen förblev stående på alla fyra och blev de största dinosaurierna - och till och med de största landlevande djuren - som någonsin funnits på Jorden. Sauropodomorpherna var dominanta växtätande landdjur genom mycket av mesozoikum, från deras blygsamma början under trias till deras slut vid slutet av kritaperioden.

## Beskrivning

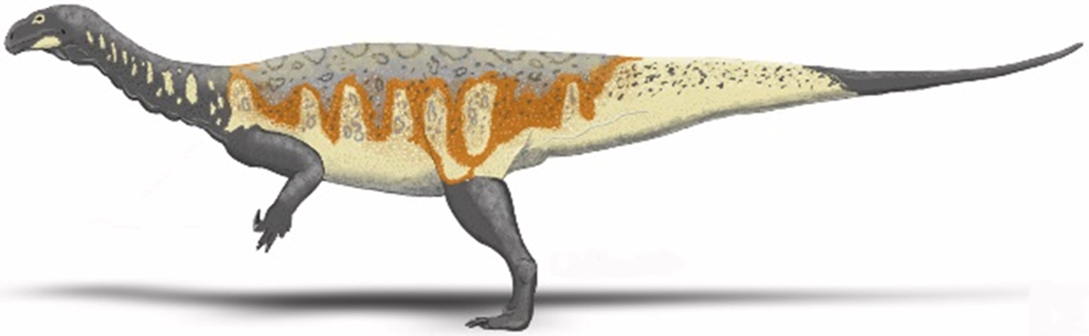
Plateosaurus, en tidig och tvåbent sauropodomorph.

Inget nutida djur är lika utvecklat som sauropodomorpherna för att kunna beta högt upp i trädkronorna. Deras tänder var svaga och formade som löv, pennor eller skedar. I stället för kindtänder att tugga växterna med, hade de stenar, det vill säga gastroliter, i magen, precis som nutida fåglar och krokodiler, som hjälpte till att finfördela växtmaterialet.
En av de äldsta kända sauropodomorphen, Saturnalia, var ett litet, slankt djur som blev 1,5 meter långt och levde under mitten av trias. Men mot slutet av trias var de de största dinosaurierna för sin tid, och under jura och krita fortsatte de att växa. De största sauropodomorpherna, så som Argentinosaurus och Diplodocus, blev 30 till 40 meter långa och kunde möjligen väga upp till 100 ton eller mer.
Från början sprang de på bakbenen, precis som de flesta andra tidiga dinosaurierna, men allt eftersom de blev större och deras matspjälkningssystem växte blev de troligen tvungna att bli fyrbenta, så som elefanten. De tidigaste sauropodomorpherna var troligen allätare, eftersom den mindre resten av de ödlehöftade dinosaurierna, deras släktingar herrerasaurierna, åt kött. Eftersom de utvecklades till växtätare, vissa anpassade till att äta från trädkronor, utvecklade de också enorma kroppshyddor och långa halsar.

## Klassificering
†Sauropodomorpha
- †Plateosauridae (till exempel Plateosaurus)
- †Gauibasauridae (till exempel Guibasaurus)
- †Riojasauridae (till exempel Riojasaurus)
- †Massospondylidae (till exempel Massospondylus)
- †Sauropoda
  - †Vulcanodontidae (till exempel Vulcanodon)
  - †Eusauropoda
    - †Cetiosauridae (till exempel Cetiosaurus)
    - †Turiasauria (till exempel Galveosaurus)
    - †Neosauropoda
      - †Diplodocoidea (till exempel Apatosaurus och Diplodocus)
      - †Macronaria
        - †Brachiosauridae (till exempel Brachiosaurus)
        - †Titanosauria (till exempel Titanosaurus och Saltasaurus)